# Евгеније (иконописац)
Евгеније  (XVIII век) био је српски иконописац.

## Уметничко дело
Евгеније је обновио икону Богородице манастира Крушедола из XV века и на њој насликао портрет донатора обнове, крушедолског игумана Јоаникија.